# U 83 (U-Boot, 1941)

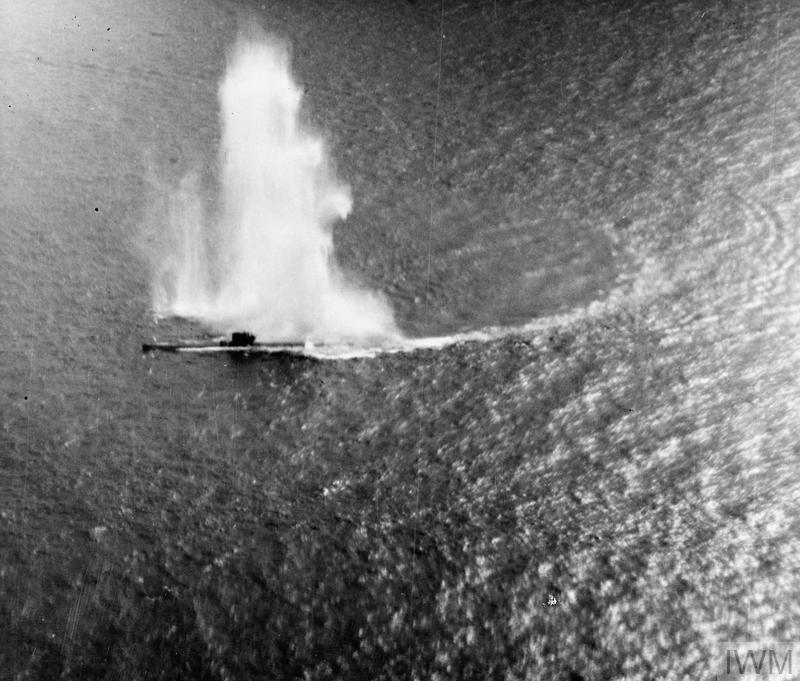
U 83

U 83 war ein deutsches U-Boot vom Typ VII B, das im Zweiten Weltkrieg von der deutschen Kriegsmarine eingesetzt wurde.

## Geschichte
Der Auftrag für das Boot wurde am 9. Juni 1938 an die Flender-Werke in Lübeck vergeben. Die Kiellegung erfolgte am 5. Oktober 1939, der Stapellauf am 9. Dezember 1940. Die Indienststellung unter Oberleutnant zur See Hans Kraus fand schließlich am 8. Februar 1941 statt. Wie die meisten deutsche U-Boote seiner Zeit trug auch U 83 ein bootsspezifisches Zeichen am U-Boot-Turm: Ein Wikingerboot mit einem windgeblähten rot-weiß gestreiften Segel. Es handelte sich hierbei um das Wappen des Kampfgeschwaders 100.
Das Boot gehörte nach seiner Indienststellung am 8. Februar 1941 bis zum 31. Dezember 1941 als Ausbildungs- und Frontboot zur 1. U-Flottille in Kiel und Brest. Ab dem 1. Januar 1942 im Mittelmeer eingesetzt, kam es erst bis zum 30. April 1942 als Frontboot zur 23. U-Flottille in Salamis und dann vom 1. Mai 1942 bis zu seiner Versenkung am 4. März 1943 als Frontboot zur 29. U-Flottille nach La Spezia.

## Einsatzstatistik
U 83 absolvierte während seiner Dienstzeit elf Unternehmungen, auf denen sechs Schiffe mit einer Gesamttonnage von 8.516 BRT versenkt und zwei mit einer Gesamttonnage von 9.336 BRT beschädigt wurden.

### Erste Unternehmung
Das Boot lief am 26. Juli 1941 um 5:00 Uhr von Kiel aus und am 9. September 1941 um 10:45 Uhr in Brest ein. U 83 lief am 28. Juli 1941 in Kristiansand zur Ergänzung ein und am 29. Juli 1941 wieder aus. Auf dieser 45 Tage dauernden und zirka 7.800 sm langen Unternehmung in den Nordatlantik westlich des Nordkanals und südwestlich von Irland wurden keine Schiffe versenkt oder beschädigt.

### Zweite Unternehmung
Das Boot lief am 28. September 1941 um 11:00 Uhr von Brest aus und am 31. Oktober 1941 um 16:30 Uhr wieder dort ein. Auf dieser 34 Tage dauernden und zirka 6.000 sm langen Unternehmung in den Nordatlantik westlich von Gibraltar und vor Kap Spartel wurde ein Schiff mit 2.044 BRT versenkt und ein Schiff mit 6.746 BRT beschädigt.
- 12. Oktober 1941: Versenkung des portugiesischen Dampfers Corte Real mit 2.044 BRT. Der Dampfer wurde durch zwei Torpedos versenkt. Er hatte Maschinenteile, Uhren, Kork und Chemikalien geladen und befand sich auf dem Weg von Lissabon nach New York. Es gab keine Verluste, 32 Überlebende.
- 26. Oktober 1941: Beschädigung des britischen Dampfers Ariguani mit 6.746 BRT. Der Dampfer wurde durch einen Torpedo beschädigt. Das Schiff gehörte zum Konvoi HG-75.

### Dritte Unternehmung
Das Boot lief am 11. Dezember 1941 um 12:45 Uhr von Brest aus und am 30. Dezember 1941 in Salmais ein. U 83 lief am 23. Dezember 1941 zur Ergänzung in Messina ein und am 25. Dezember 1941 wieder aus. Auf dieser 18 Tage dauernden und 3.253 sm langen Unternehmung, bei der der Durchbruch durch die Straße von Gibraltar gelang und im östlichen Mittelmeer operiert wurde, wurden keine Schiffe versenkt oder beschädigt.

### Vierte Unternehmung
Das Boot lief am 12. Februar 1942 um 16:30 Uhr von Salamis aus und am 24. Februar 1942 um 8:32 Uhr wieder dort ein. Auf dieser zwölf Tage dauernden und zirka 2.500 sm langen Unternehmung in das östliche Mittelmeer und vor Alexandria wurden keine Schiffe versenkt oder beschädigt.

### Fünfte Unternehmung
Das Boot lief am 10. März 1942 um 17:06 Uhr von Salamis aus und am 21. März 1942 um 10:35 Uhr wieder dort ein. Auf dieser elf Tage dauernden und zirka 1.900 sm langen Unternehmung im östlichen Mittelmeer wurde ein Schiff mit 2.590 BRT beschädigt.
- 17. März 1942: Beschädigung des britischen Motorschiffes Crista mit 2.590 BRT. Das Schiff wurde durch einen Torpedo beschädigt. Es hatte Öl geladen und befand sich auf dem Weg von Alexandria nach Tobruk. Es gab keine Verluste, 39 Überlebende.

U 83 verlegte am 24. März 1942 von Salamis nach La Spezia, wobei es am 24. März in Patras ein- und wieder auslief sowie daraufhin am 26. März 1941 in Messina ein- und wieder auslief.

### Sechste Unternehmung
Das Boot lief am 4. Mai 1942 um 17:00 Uhr von La Spezia aus und am 30. Mai 1942 um 7:46 Uhr in Salamis ein. U 83 musste am 6. Mai 1942 wegen Problemen mit der Schraube in Messina einlaufen, von wo es am 7. Mai 1942 wieder auslief. Auf dieser 22 Tage dauernden und zirka 3.200 sm über und 794 sm unter Wasser langen Unternehmung in das östliche Mittelmeer wurden keine Schiffe versenkt oder beschädigt.

### Siebente Unternehmung
Das Boot lief am 4. Juni 1942 um 17:21 Uhr von Salamis aus und am 20. Juni 1942 um 7:30 Uhr in La Spezia ein. U 83 lief am 18. Juni 1942 in Messina ein und am gleichen Tag wieder aus. Auf dieser 15 Tage dauernden und zirka 3.000 sm über und 358 sm unter Wasser langen Unternehmen in das östliche Mittelmeer wurden ein Schiff mit 231 BRT und drei Segelschiffe mit zusammen 366 BRT versenkt. Am 15. Juni 1942 wurde die sieben Mann starke Besatzung eines deutschen Flugbootes vom Typ Dornier Do 24 gerettet.
- 8. Juni 1942: Versenkung des ägyptischen Dampfers Said mit 231 BRT. Der Dampfer wurde durch fünf Schuss der Artillerie versenkt. Er hatte 60 t Stückgut geladen und war auf dem Weg von Mersin nach Alexandria. Es gab fünf Tote und neun Überlebende.
- 8. Juni 1942: Versenkung des palästinensischen Segelschiffes Esther mit 100 BRT. Der Segler wurde durch Artillerie versenkt. Er hatte Bohnen und Gemüse geladen und befand sich auf dem Weg nach Limasol auf Zypern. Es war ein Totalverlust.
- 9. Juni 1942: Versenkung des palästinensischen Segelschiffes Typhoon mit 175 BRT. Der Segler wurde durch Artillerie versenkt. Er hatte Bauholz geladen und befand sich auf dem Weg von Mersin (Türkei) über Beirut nach Haifa. Es gab keine Verluste.
- 13. Juni 1942: Versenkung des britischen Segelschiff Farouk (Lage) mit 91 BRT. Der Segler wurde durch Artillerie versenkt. Er hatte Munition geladen und war auf dem Weg nach Tripoli. Es gab keine Verluste und zehn Überlebende.

### Achte Unternehmung
Das Boot lief am 6. August 1942 um 17:05 Uhr von La Spezia aus und am 20. August 1942 um 23:30 Uhr in Salamis ein. U 83 lief am 8. August 1942 zur Ergänzung und Reparaturen in Messina ein und am gleichen Tag wieder aus. Auf dieser 15 Tage dauernden Unternehmung in das östliche Mittelmeer und vor Port Said wurde ein Schiff mit 5.875 BRT versenkt.
- 17. August 1942: Versenkung des kanadischen Dampfer Princess Marguerite (Lage) mit 5.875 BRT. Der Dampfer wurde durch zwei Torpedos versenkt. Er hatte 998 Soldaten an Bord und war auf dem Weg von Port Said nach Famagusta. Fünf Besatzungsmitglieder und 44 Soldaten wurden getötet und 120 Besatzungsmitglieder und 954 Soldaten wurden gerettet.

U 83 lief am 31. August 1942 zur Verlegung nach La Spezia aus und lief am 4. September 1942 dort ein. Am 31. August 1942 lief das Boot in Patras ein und am selben Tag wieder aus sowie am 1. September 1942 in Messina ein und am 2. September 1942 wieder aus.

### Neunte Unternehmung
Das Boot lief am 21. November 1942 um 0:18 Uhr von La Spezia aus und am 17. Dezember 1942 um 12:17 Uhr wieder dort ein. Auf dieser 28 Tage dauernden und zirka 3.300 sm über und 386 sm unter Wasser langen Unternehmung in das westlich Mittelmeer vor Mallorca wurden keine Schiffe versenkt oder beschädigt.

### Zehnte Unternehmung
Das Boot lief am 12. Januar 1943 um 16:34 Uhr von La Spezia aus und am 31. Januar 1943 um 10:00 Uhr wieder dort ein. Auf dieser 19 Tage dauernden und zirka 1.600 sm über und 470 sm unter Wasser langen Unternehmung in das westliche Mittelmeer vor Algier wurden keine Schiffe versenkt oder beschädigt.

### Elfte Unternehmung
Das Boot lief am 1. März 1943 um 16:15 Uhr von La Spezia aus und wurde am 4. März 1943 versenkt. Auf dieser drei Tage dauernden Unternehmung in das westliche Mittelmeer, wurden keine Schiffe versenkt oder beschädigt.

## Verbleib
Am 4. März 1943 wurde U 83 im Mittelmeer südöstlich von Cartagena durch sechs Wasserbomben einer britischen PBO Hudson V (Sgt. Jacimov) der Squadron 500 auf der Position 37° 10′ N, 0° 5′ O im Marine-Planquadrat CH 8153 versenkt. Alle 50 Besatzungsmitglieder kamen dabei ums Leben.
U 83 verlor während seiner Einsatzzeit vor der Versenkung keine Besatzungsmitglieder.